# 70 Aquilae
70 Aquilae (70 Aql) es una estrella situada en la constelación del Águila.
Tiene magnitud aparente +4,90 y, de acuerdo a la nueva reducción de los datos de paralaje de Hipparcos (2,51 ± 0,33 milisegundos de arco), se encuentra a 1300 años luz del sistema solar.
70 Aquilae es una gigante luminosa de color anaranjado semejante a Tarazed (γ Aquilae).
De tipo espectral  K5II, tiene una temperatura efectiva de 3900 K y una luminosidad bolométrica —que incluye la radiación emitida como luz infrarroja— 4072 veces superior a la del Sol.
Su diámetro angular, una vez tenido en cuenta el oscurecimiento de limbo, es de 3,17 ± 0,04 milisegundos de arco;
esta cifra, unida a la distancia a la que se encuentra —parámetro que contiene un alto grado de error—, permite concluir que su diámetro real es unas 135 veces más grande que el del Sol.
Su velocidad de rotación es de, al menos, 1,9 km/s.
70 Aquilae muestra una metalicidad inferior a la solar ([Fe/H] = -0,2).
Su masa estimada es de 6,2 ± 0,6 masas solares y tiene una edad aproximada de 63 ± 18 millones de años.